# Ochtinská aragonitová jaskyňa
Ochtinská aragonitová jaskyňa is een grot die onderdeel uitmaakt van de Slowaakse Karst in Slowakije. Deze maakt op zijn beurt weer deel uit van de grotten van de Aggtelek Karst en Slowaakse Karst die sinds 1985 op de werelderfgoedlijst van de UNESCO staan vermeld.
Aan de binnenzijde van de grot is het zeldzame Aragoniet aanwezig. Er zijn maar enkele andere grotten bekend waar dit mineraal gevonden is. De grot is in 1954 ontdekt en heeft een lengte van circa 300 meter.

## Galerij

Ochtinská aragonitová jaskyňa
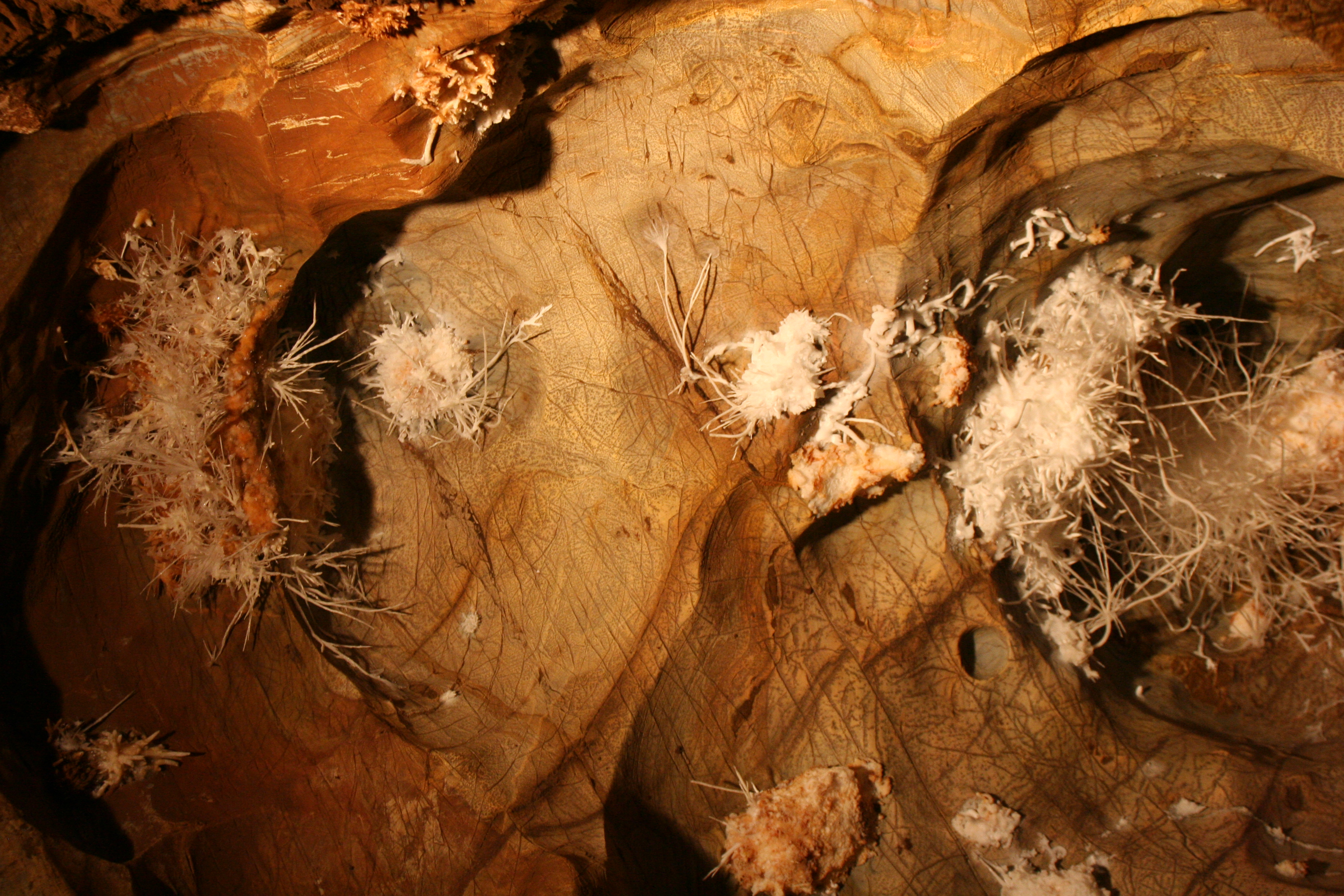
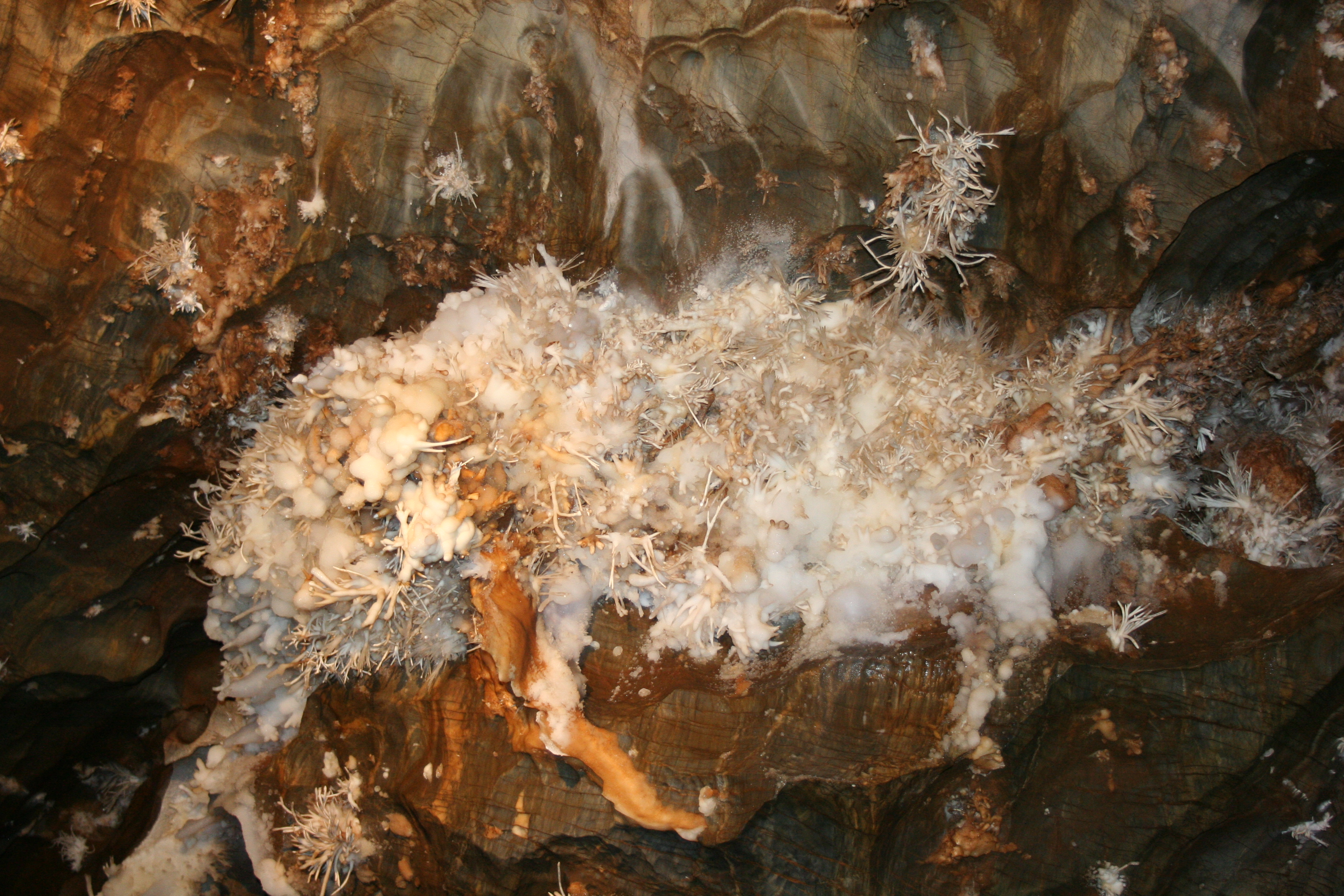
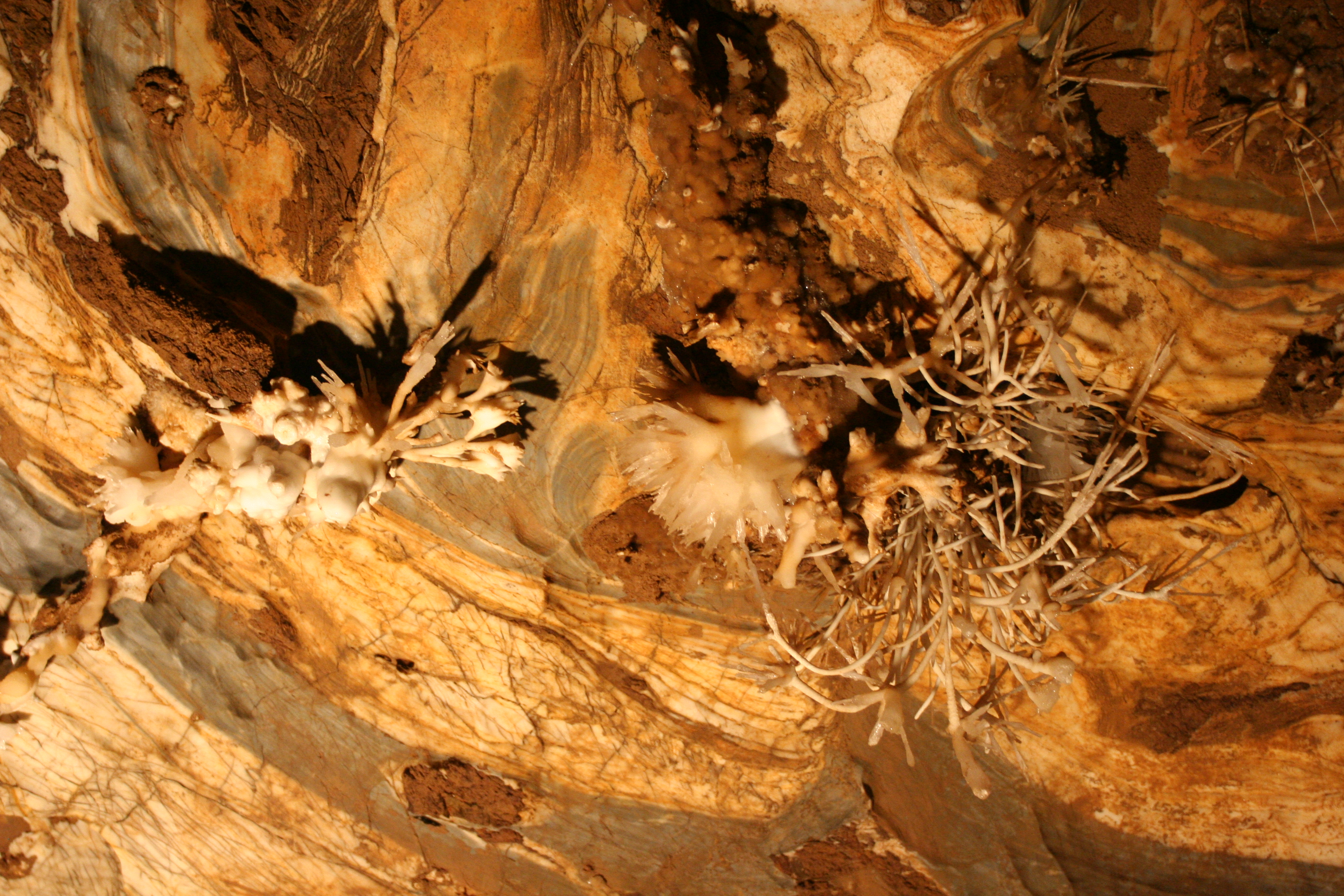
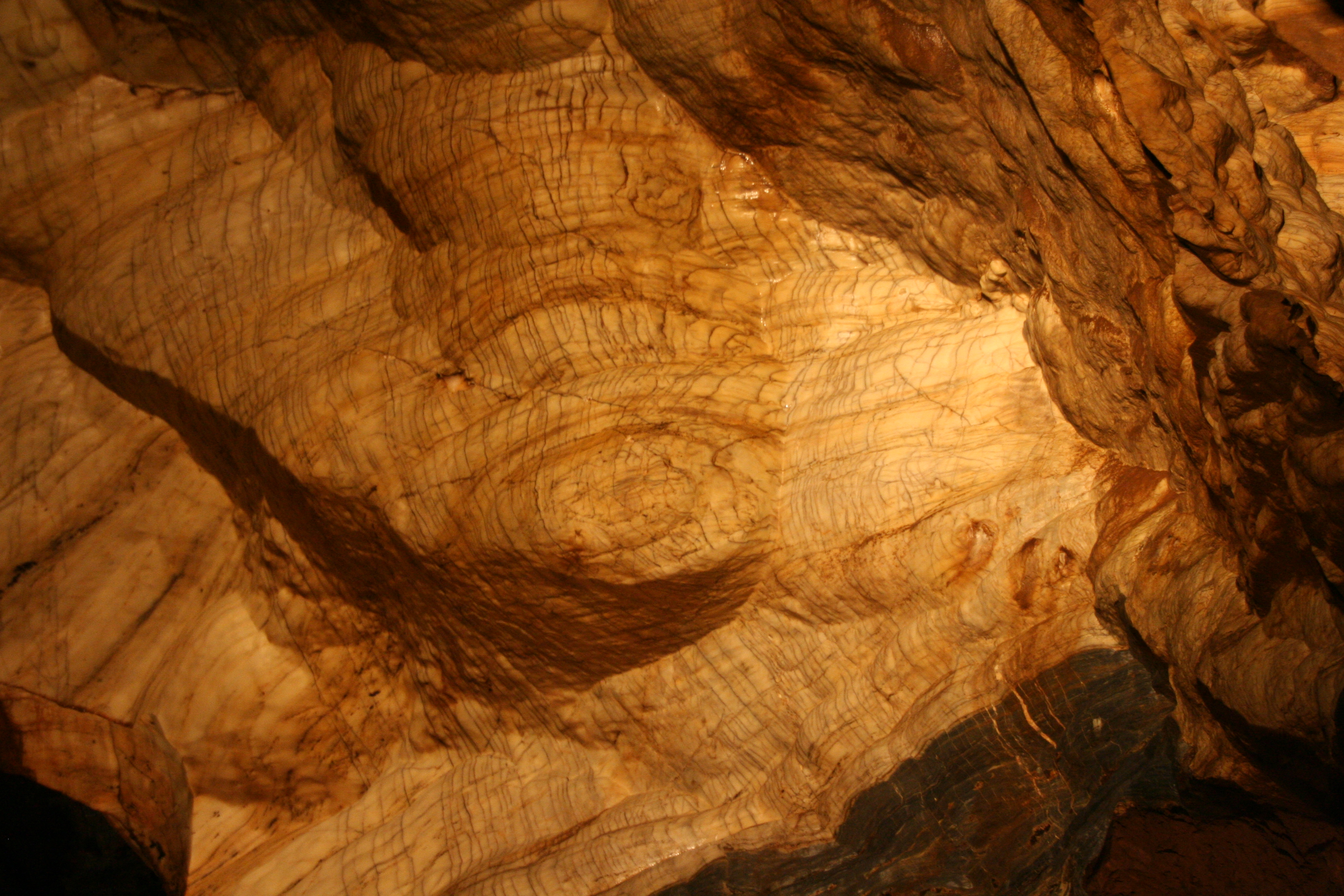

- Virtual International Authority File: 7053156565732223500002